# Проспект Гедимина
Проспе́кт Гедими́на (Проспект Гядими́наса, Гедими́но Проспект; лит. Gedimino prospektas) — главная центральная улица Вильнюса.
Парадная магистраль столицы длиной около 1,8 км пересекает Старый город и Науяместис с востока на запад от Кафедральной площади до излучины реки Нярис. В конце проспекта в начале XX века был построен мост, ведущий в предместье Зверинец, ныне район Жверинас. Проезжая часть вымощена плиткой. Движение транспорта по проспекту ограничено, в вечернее и ночное время закрыто по восточной части проспекта. Общественный транспорт не ходит по проспекту (за исключением 40-метрового участка между улицами Йогайлос и Вильняус), но пересекает его в четырёх местах возле площадей: Кафедральной, Винцаса Кудирки, Лукишской и Независимости, а также проходит под проспектом в тоннеле Гяляжинё Вилко.
В административном отношении восточная часть проспекта (нечётная сторона зданий от 1 до 11 и чётная сторона от 2 до 18) относится к сянюнии (староство) Сянаместис, западная часть (нечётная сторона зданий от 13 до 53 и чётная от 20 до 64) — к сянюнии Науяместис.

## История
До середины XIX века основной осью и главной улицей Вильны была улица Замковая — Большая — Островоротная в Старом городе, которая вела от Кафедральной площади с Кафедральным собором к Ратушной площади и Острой браме. В 1852 году был утверждён план застройки предместья Лукишки (Lukiškės) с новой центральной улицей. Вокруг проспекта, застроенного преимущественно трёх- и четырёхэтажными каменными зданиями, образовался новый центр города.
В советский период по проспекту Ленина проходили демонстрации трудящихся 1 мая и 7 ноября. Ныне 1 сентября по проспекту проходит шествие студентов и преподавателей Вильнюсского университета. На части проспекта в его начале, от Кафедральной площади до улицы Йогайлос, в первых числах марта проходит ярмарка Казюка, в последние дни лета — гуляния Дней города.
В 2002—2003 годах была проведена капитальная реконструкция большей части проспекта от Кафедральной площади до Лукишкской. Для реконструкции проспекта потребовалось до 22 миллионов литов, на реконструкцию площади Савивальдибес понадобилось 4,6 миллионов литов; часть средств была использована для благоустройства сквера Одминю в начале проспекта, напротив Кафедральной площади. Две трети суммы выделило правительство, одну треть — самоуправление города и частные компании. Проектные работы выполнили предприятия «Vilniaus planas», «Vilprojektas», «Renova». Реконструкцию инженерных коммуникаций и покрытия проспекта провело закрытое акционерное общество «Luidas». Площадь Савивальдибес оборудовали ЗАО «Skala» и ЗАО «Jondras». Были установлены новые фонарные столбы. Взамен старых деревьев высажены доставленные из Германии двенадцатилетние липы — 113 деревьев на участке от Кафедральной площади до улицы Йогайлос (подарок страховой компании «Commercial Union Lietuva Gyvybės draudimas»).

## Название
Новая центральная улица была названа по костёлу Святого Георгия в её начале. Георгиевский проспект (пол. Prospekt Świętojerski) в речи местных жителей назывался «Е́рек». В период между Первой мировой и Второй мировой войнами назывался проспектом Мицкевича, после войны — до 1961 года Сталина, затем Ленина. В настоящее время (с 1989 года) носит имя великого князя литовского Гедимина. Продолжение проспекта на правый берег реки Нярис в район Жверинас сохранило имя А. Мицкевича, при этом дома на улице Мицкявичяус (лит. Mickevičiaus gatvė) имеют собственную нумерацию, независимую от нумерации домов проспекта.

## Общая характеристика
Проспект соединяет четыре главные площади города — Кафедральную, Винцо Кудиркос (в межвоенные годы площадь Элизы Ожешко, после Второй мировой войны площадь Черняховского, с 1989 года площадь Савивальдибес; по решению, утверждённому Советом города в октябре 2007 года, площадь переименована в площадь В. Кудиркос), Лукишкскую (бывшую Ленина) и Независимости (Неприклаусомибес) рядом с Сеймом.
На проспект выходят или его пересекают улицы К. Сирвидо, Тоторю, Вильняус, Йогайлос, А. Стульгинскё, А. Якшто, Васарё 16, Ауку, В. Кудиркос, Ю. Тумо-Вайжганто, Кражю, Ротундо; под проспектом проходит туннель Гяляжинё Вилко. Нумерация домов начинается от Кафедральной площади; по правой северной стороне нечётные номера, по левой южной — чётные.
На проспекте расположены главные государственные и правительственные учреждения Литвы — Банк Литвы (Гедимино 6), правительство (Гедимино 11), Конституционный суд Литвы (Гедимино 36), министерства, Сейм, также такие важные учреждения, как Академия наук Литвы (Гедимино 3), Литовский национальный театр драмы (Гедимино 4), Центральная почта Вильнюсского уезда (Гедимино 7), Департамент статистики при Правительстве Литовской Республики (Гедимино 29), Литовская академия музыки и театра (Гедимино 42).
В угловом здании с межвоенных лет помещалось известное кафе творческой богемы (кофейня Рудницкого), в советское время носившее название «Литерату светайне»; ныне здесь расположился банк. В том же здании находится посольство Ирландии (Гедимино 1). Неподалёку расположилось посольство Португалии в Литве — на Гедимино 5. Помимо того, на проспекте несколько книжных магазинов, кафе «Неринга» (получившее в 1960-е — 1970-е годы широкую известность как отчасти богемное, отчасти снобское заведение с завсегдатаями — поэтами, художниками и кинорежиссёрами, позднее стало к тому же местом выступлений джазового трио Ганелин — Тарасов — Чекасин), музей жертв карательных органов в бывшем здании КГБ, Литовская национальная библиотека имени Мартинаса Мажвидаса, множество разнообразных универсальных и специализированных магазинов, торговых центров, ателье, клубов, кафе, ресторанов, гостиниц, банков. В сквере у проспекта находится памятник писательнице Юлии Жемайте (скульптор Пятрас Александравичюс; к 50-летию смерти писательницы в 1971 году).

## Архитектурный облик
Архитектурный облик проспекта определяют в основном здания конца XIX века — начала XX века (представляющие так называемый историзм) и первой половины XX века (частично перестроенные и реконструированные во второй половине и в конце XX века), с немногими вкраплениями современных построек. Среди них, например, здание бывшего Госплана Литовской ССР (Гедимино 38; 1973, архитектор Эляна Нийоле Бучюте, ныне Министерство экономики Литвы) или построенная в 2003 году на месте бывшего ресторана «Паланга» гостиница «Novotel» (Гедимино 16; архитектор Альвидас Сонгайла).
К примечательным в архитектурном отношении причисляют здания бывшего отделения Русского государственного банка (Гедимино 3; 1906—1909, архитектор Михаил Прозоров; ныне Академия наук Литвы; здание является охраняемым государством объектом культурного наследия регионального значения); парфюмерного магазина Сегаля с чертами виленского модерна (Гедимино 5; 1913, архитектор Михаил Прозоров); бывшего дома А. Снядецкого (Гедимино 7; ныне Центральная почта Вильнюсского уезда), построенного в 1886 году по проекту Юлиана Янушевского и реконструированного в 1969 году по проекту архитекторов Альгимантаса и Витаутаса Насвитиса (охраняемый государством объект культурного наследия регионального значения). Выдающимися являются также здание бывшей гостиницы «Жорж» — охраняемый государством объект культурного значения (в советское время гостиница «Вильнюс»; Гедимино 20; 1893—1895, архитектор Тадеуш Ростворовский); соседний бывший дом купца Исаака Смаженевича из двух корпусов с гостиницей и концертным залом (Гедимино 22—24; 1899—1903, архитектор Константин Короедов); здание Торгово-промышленной палаты с отдельными отсылками к неоклассицизму (Гедимино 35; 1913, архитектор Михаил Прозоров) и другие.